# Вишневский, Феликс Евгеньевич
Фе́ликс Евге́ньевич Вишне́вский (17 (30) августа 1902, Москва — 5 декабря 1978, там же) — советский музейный работник и коллекционер, заслуженный работник культуры РСФСР (1975), основатель музея В. А. Тропинина и московских художников его времени (1969).

## Биография
Родился 30 августа 1902 года в богатой московской семье потомственных купцов и русско-польских дворян Вишневских. Отец — Евгений Феликсович Вишневский (?—1923), архитектор, крупный специалист по декоративно-прикладному искусству, коллекционер, последний председатель Московского художественного общества, один из основателей Общества друзей Румянцевского музея (1913). Как коллекционер, имел Охранные грамоты от Комиссии по охране памятников искусства и старины, начиная с 1919 года. Вместе с братьями Львом и Феликсом владел бронзолитейной мастерской, находившейся на Ладожской, 12.
Под руководством отца Феликс Вишневский начинает заниматься собирательской деятельностью и участвовать в организации Первого пролетарского музея в Москве, который открылся 7 ноября 1918 года в бывшем особняке виноторговца О. П. Леве на Большой Дмитровке, 24. С 1919 года работал в Коллегии по делам музеев и охраны памятников искусства и старины Наркомпроса РСФСР. В 1920 году окончил 2-е Московское реальное казенное училище (позднее 107 школа второй ступени).
В 1925—1928 годах работал младшим научным сотрудником в отделе профессора В. К. Клейна в Государственном историческом музее и одновременно учился на факультете ИЗО МГУ. В 1928 году входил в состав экспертной комиссии по оценке предметов Музея нового западного искусства, отбираемых Главнаукой на экспорт.
В 1928 году репрессирован и выслан из Москвы с частичной конфискацией коллекций. Жил в Костроме, где работал сначала экспертом по церковным ценностям в местной ВЧК, затем до 1933 года — научным сотрудником Костромского базового музея. Дальнейшую ссылку отбывал в качестве инженера на Костромском фанерном заводе. Все эти годы он продолжал пополнять свою коллекцию. В 1946—1948 годах Вишневский вновь репрессирован с конфискацией имущества. Отбыв наказание в лагере под Нерехтой, он был реабилитирован и восстановлен в правах с почти полным возвращением собрания.
В 1948 году он перебирается ближе к Москве и живет на Лосиноостровской даче, продолжая заниматься коллекционированием, приобретая вещи в комиссионных магазинах, скупках и у частных лиц. С этого времени Вишневский становится завсегдатаем известного антикварного магазина на Арбате, чьи сотрудники неоднократно арестовывались, и магазина № 27 Москомиссионторга. Вишневский отлично владел техникой реставрации мебели и предметов из дерева, часто сам реставрировал свои находки и приобретения. К реставрации произведений искусства он неоднократно привлекал Александра Корина.
Во второй половине 1950-х годов коллекционер тесно сближается с музеями Москвы и Ленинграда, участвует в систематических выставках. В 1956—57 годах организовал в Останкинском дворце-музее выставку уникальных вееров XVIII—XIX веков, которые после  окончания выставки перешли в собрание музея. С 1958 по 1969 год Вишневский работал старшим научным сотрудником в Государственном музее А. С. Пушкина.
Вишневский — первый частный коллекционер в СССР, который в 1964 году добился постановки наиболее ценной части своей коллекции (132 произведения) на государственный учёт.
В музейных кругах Феликс Вишневский был известен как знаток искусства и даритель — он безвозмездно передал различным галереям страны около полутора тысяч произведений изобразительного и декоративно-прикладного искусства, многие из которых воспроизведены в альбоме-каталоге «Дар бесценный», вышедшем к 100-летию со дня рождения коллекционера.
В 1960—1970-е годы Вишневский безвозмездно передал в собрание Иркутского художественного музея около 200 произведений живописи, графики, скульптуры, декоративно-прикладного искусства России, стран Европы, Ближнего Востока, Китая и Японии XVII — начала XX века.
По воспоминаниям современников, являлся неординарной личностью:
Встречаю его как-то. Погода скверная. Лицо Вишневского светится. Заходим в парадное первого встречного дома. Феликс Евгеньевич переполнен счастьем. Аккуратно разворачивает клеёнку, бумагу: „Это же рисунок самого Тропинина! “ Ел он чёрт знает что, пиджака приличного не имел. Однажды мы с женою поразились, что в слякотную погоду прямо на шерстяные носки надеты калоши, подвязанные верёвочками.Профессор Н. Б. Коростелёв.
Феликс Евгеньевич говорил: не пренебрегать ничем! Если встретишь где-нибудь вещь, даже не имеющую отношения к теме, но ненужную другому хозяину, пропадающую, — забери её, изучи, отреставрируй. Может быть, обменяешь на что-нибудь нужное. Или подари, отдай другому хранилищу.Основатель, первый директор музея А. С. Пушкина А. З. Крейн.

### Музей В. А. Тропинина

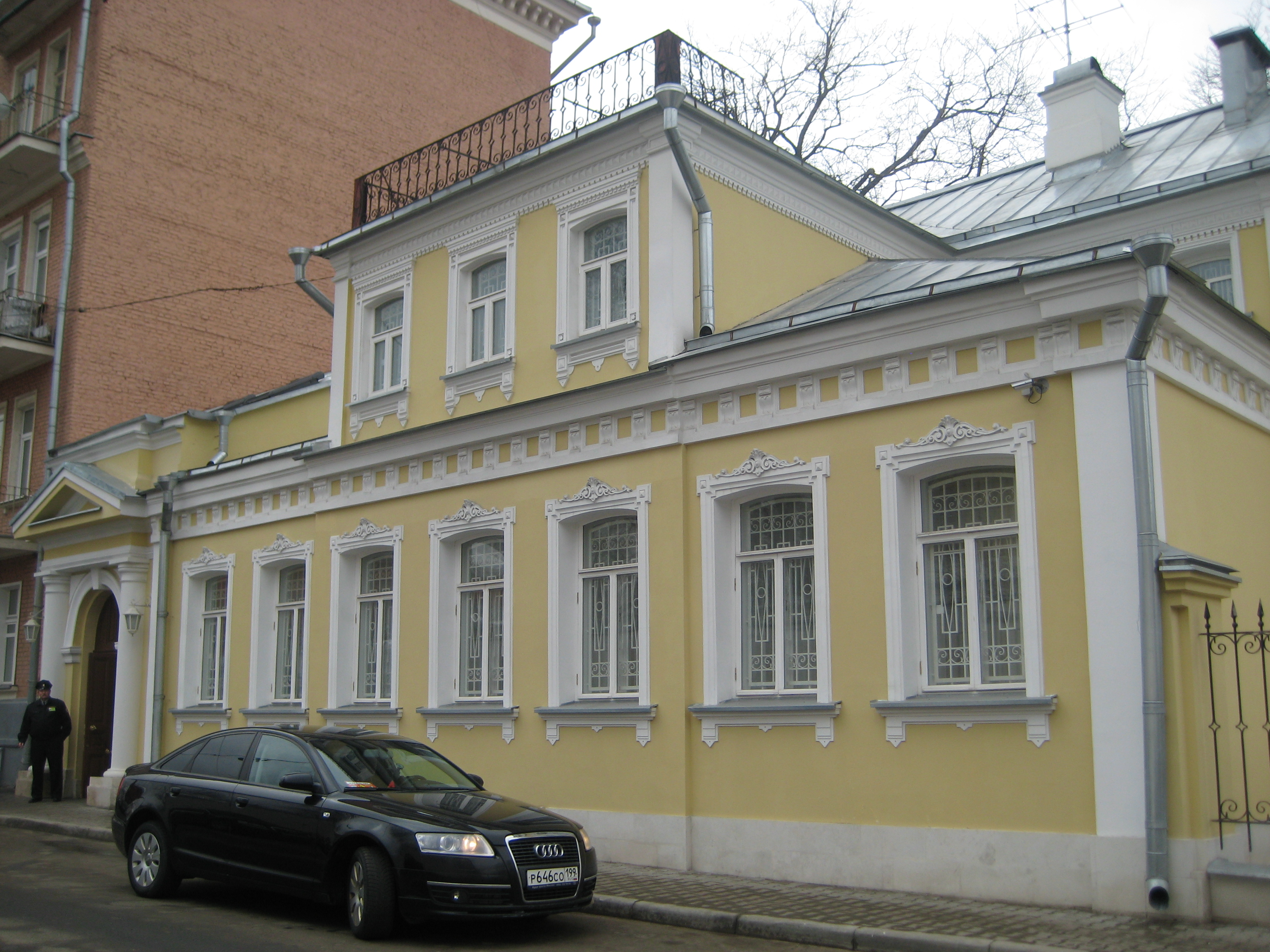
Щетининский переулок, дом 10, строение 1. 2011 г.

В 1965 году Вишневский получил в качестве наследства от известного этнографа и экономиста профессора Николая Григорьевича Петухова (1879—1965), происходившего из купеческой семьи, особняк, расположенный по адресу Щетининский переулок, 10, состоящий из дома и дворового флигеля общей площадью 365 кв.м. с большим садом. В особняке купцов Петуховых он живет и размещает свою коллекцию, основу которой составляли живописные, акварельные и графические произведения Василия Тропинина, Петра Соколова, Владимира Гау, Владимира Боровицкого, Фёдора Рокотова, Карла Брюллова, Исаака Левитана и других знаменитых мастеров XVIII—XIX веков. Были широко представлены произведения других видов изобразительного искусства: скульптуры и графики, изделия из фарфора, резной кости, табакерки, часы и другие предметы декоративно-прикладного искусства.
В 1969 году Вишневский подарил Москве часть особняка Петуховых и 200 произведений для основания в нём музея В. А. Тропинина и московских художников его времени. Музей был открыт 11 февраля 1971 года. До конца жизни Вишневский работал там главным хранителем музея и жил в мезонине усадебного дома.
Коллекционер не предполагал останавливаться на создании одного музея. В дальнейшем он планировал открыть музей И. И. Левитана в его мастерской — в собрании коллекционера находилось около 30 полотен этого художника.

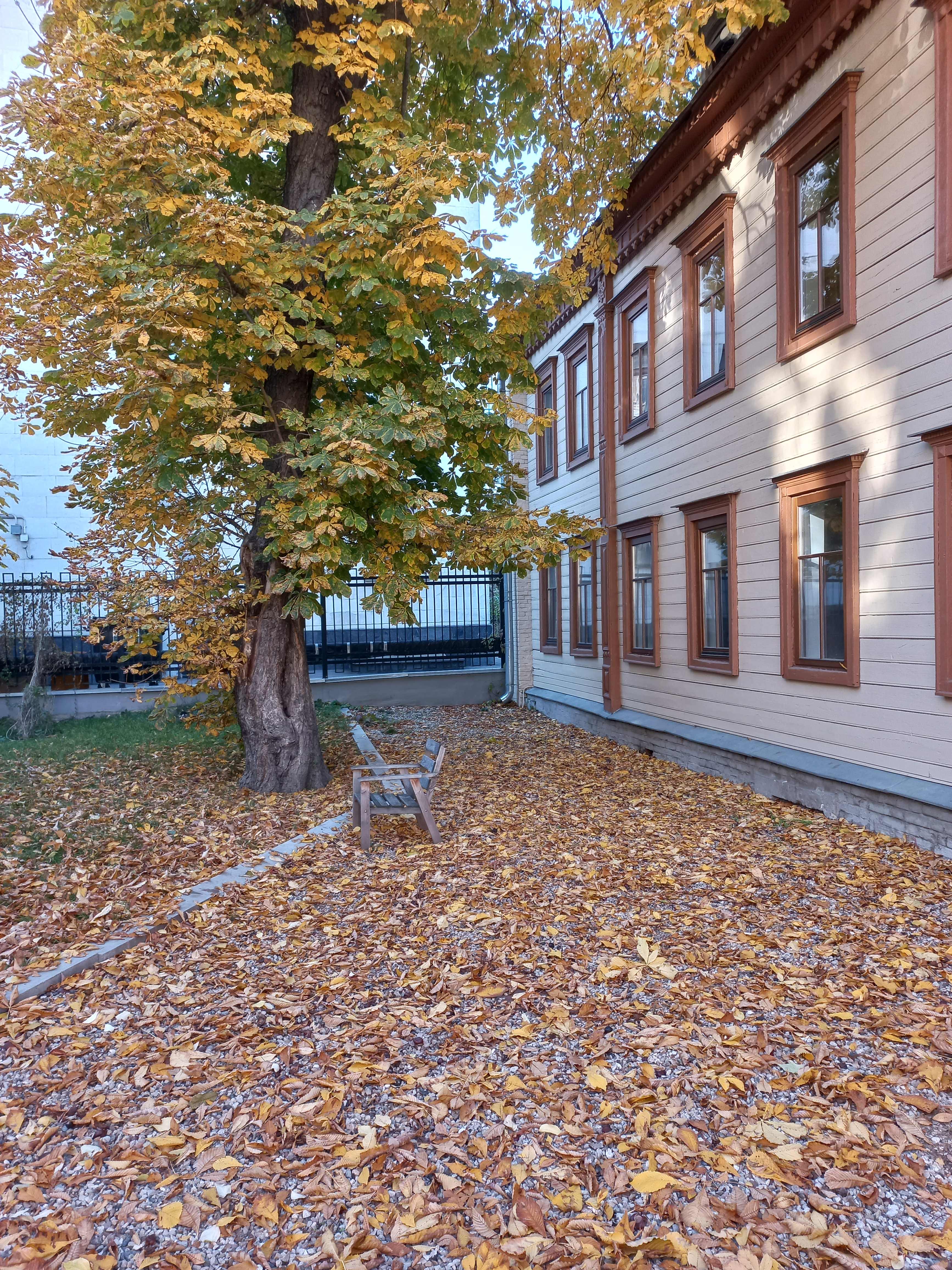
Часть усадьбы Петуховых, оставшаяся во владении семьи Вишневских

Высказываются предположения о том, что Вишневского вынудили передать государству коллекции и недвижимость взамен на его свободу. Так, известный российский юрист Александр Боннер на основе материалов уголовного дела раскрывает свою версию истории создания музея В. А. Тропинина. В 1969 году советскому резиденту в Лондоне попалась заметка в английской газете о московской выставке, основу которой составили экспонаты из собрания Вишневского. Там говорилось, что коллекция оценивается в два миллиона фунтов. Заметка была направлена в Политбюро ЦК КПСС, и КГБ начал работать по Вишневскому.
В 1975 году Вишневскому присвоено звание Заслуженного работника культуры РСФСР.
Скоропостижно скончался 5 декабря 1978 года в Москве, похоронен на Введенском кладбище (11 уч.). Его потомки до сих пор живут в бывшем флигеле усадьбы Петуховых.